# Schellenberger von Heimberg

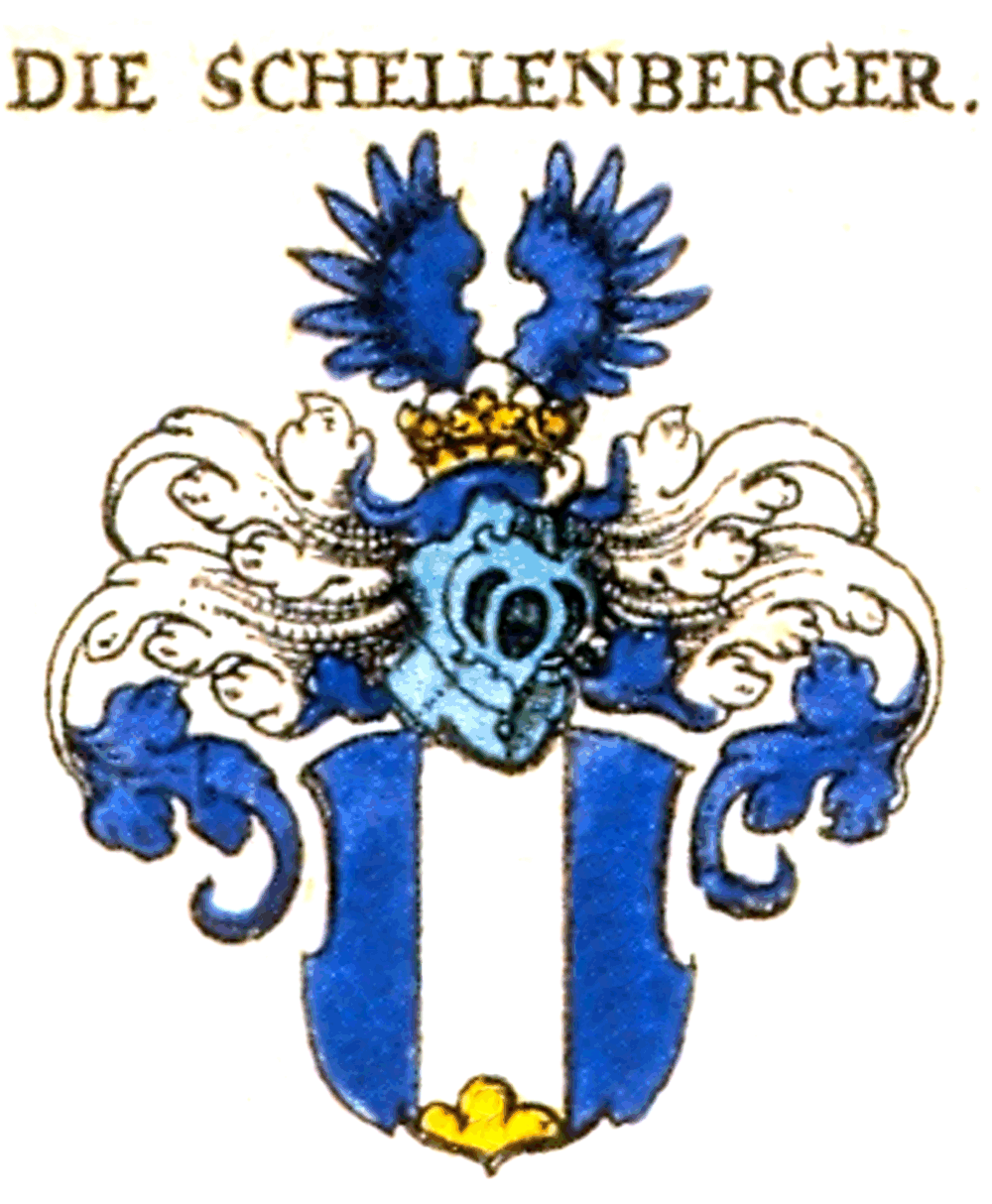
Wappen der Schellenberger in Siebmachers Wappenbuch von 1605

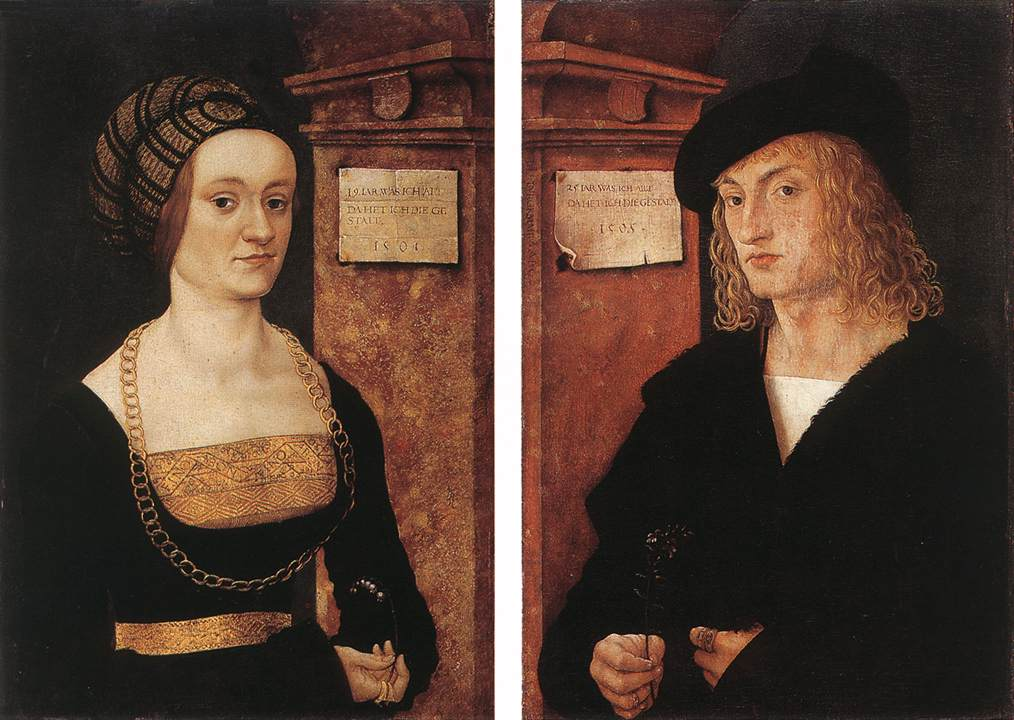
Barbara und Hans Schellenberger

Die Schellenberger von Heimberg waren ein geadeltes Patriziergeschlecht aus Augsburg. Es ist zu unterscheiden von dem Adelsgeschlecht der Schellenberg, zu den keine Verwandtschaft bestand.

## Geschichte
Der Name Schellenberg(er) erscheint bereits 1304 in der Reichsstadt Augsburg. Paul von Stetten zufolge soll der Stammvater Nicolaus Schellenberger gewesen sein, der um das Jahr 1400 lebte. Die Schellenberger begaben sich unter die Zünfte und gehörten zur „mehreren Gesellschaft“. Nach der Regimentsordnung von 1485 gelangte Matthäus Schellenberger von der mehreren Gesellschaft in den Rat und wurde Bürgermeister. Hans Schellenberger erhielt am 6. Juni 1493 von König Maximilian I. in Linz eine Wappenbesserung. Gegen Ende des 15. Jahrhunderts saß Hans Schellenberger aus der Zunft der Kramer im Rat und 1508 Lucas Schellenberger aus der Zunft der Kaufleute. 1505 ließ sich Hans Schellenberger (* 1480) von dem Maler Hans Burgkmair porträtieren und nach seiner Vermählung 1507 auch seine Frau Barbara geb. Ehem (1488–1546). Matthes Schellenberger kaufte 1560 von Georg Wettle den Ort Heimberg bei Fischach. Am 9. Februar 1593 verlieh Kaiser Rudolf II. in Prag den Brüdern Johann Baptist und Gabriel Schellenberger den Adelsstand. 1619 erscheint Hieronymus Schellenberger von Heimberg als Bürger von Ravensburg bei einer Schuldverschreibung des Abts Johann Christoph I. und des Konvents. 1627 wurde Gabriel Schellenberger als Patrizier in die ratsfähigen Geschlechter aufgenommen. Hieronymus Schellenbergers Witwe verkaufte Heimberg 1686 an die Grafen von Arco, ein Teil davon gehörte jedoch fortwährend dem Domkapitel Augsburg. Das Geschlecht dürfte in Augsburg mit dem Enkel von Hieronymus, Hieronymus Fidelis Schellenberger von Heimberg, der 1729 an der Erzbischöflichen Universität Salzburg studierte, erloschen sein.

### Jüngere Linie
1706 wurde der Jurist und mährische Landesadvokat Anton Schellenberger († 19. Juni 1743) mit dem Prädikat „von Heimberg“ geadelt. Wahrscheinlich bestand zu dem älteren erloschenen Geschlecht keine Verwandtschaft. Sein Sohn Anton Schellenberger von Heimberg (* 1709 in Brünn) studierte in Brünn, Olmütz und Innsbruck. Darauf war er Professor an der Universität Wien und Arzt der Militärbesatzung. Weiteres über diese briefadelige Familie geht aus der Literatur nicht hervor.

## Wappen
- Blasonierung „In Blau auf goldenem Dreiberg ein silberner Pfahl. Helmzier: Ein goldener Dreiberg zwischen zwei blauen Flügeln.“[8]

## Genealogie
1. Nicolaus Schellenberger, ⚭ NN Diem
  1. Niclas Schellenberger, ⚭ Anna Immler
    1. Matthäus Schellenberger, ⚭ 1440 Anna Weiß
    2. Niclas Schellenberger, starb ledig
    3. Hans Schellenberger, ⚭ Dietburg Riedler
      1. Lucas Schellenberger († 1539), ⚭ 1508 Anna Herwart
        1. Anna Schellenberger, ⚭ 1530 Hans Kötzer
        2. Matthäus Schellenberger († 1560), ⚭ 1544 Felicitas Walter
          1. Johann Baptist Schellenberger († 1622), ⚭ 1576 Magdalena Rehlinger
            1. Magdalena Schellenberger († 1615), ⚭ 1612 Bartholomäus Welser
            2. Catharina Schellenberger († 1665), ⚭ 1617 Hans Carl Langenmantel

          2. Gabriel Schellenberger († 1637), ⚭ 1584 Maria Rehlinger, ⚭ 1588 Catharina Ilsung
            1. Hieronymus Schellenberger, ⚭ 1612 Elisabeth Teschler
            2. Gabriel Schellenberger († 1637), ⚭ 1627 Konstantine Imhoff
              1. Hieronymus Schellenberger († 1683), ⚭ 1652 Anna Margaretha Fritz
                1. Ferdinand Schellenberger, ⚭ 1702 Maria Salome Paul
                  1. Hieronymus Fidelis Schellenberger, ⚭ 1733 Maria Anna Barbara Förg

      2. Veronica Schellenberger († 1520), ⚭ 1510 Hans Wieland
      3. Helena Schellenberger († 1558), ⚭ Hans Herwart